# 查尔斯·曼恩
查尔斯·C·曼恩（英語：Charles C. Mann，1955年—）是一位美国记者和作家，作品关注于科学与历史，主要作品有《1493：物种大交换开创的世界史》（1493: Uncovering the New World Columbus Created，2011）、《1491：前哥伦布时代美洲启示录》（1491: New Revelations of the Americas Before Columbus，2005）、《巫师与先知：两种环保科学观如何帮助人类应对生态危机》（The Wizard and the Prophet: Two Remarkable Scientists and Their Dueling Visions to Shape Tomorrow's World，2018）等，同时也为《大西洋》、《科学》、《连线》等多家杂志撰稿。